# Castell de Ferro
Castell de Ferro és una localitat granadina presidida per un castell que li dona nom. Forma part del municipi de Gualchos integrat pels nuclis de Gualchos i Castell de Ferro. Actualment n'és la capital municipal i seu de l'ajuntament. És l'única localitat de la província de Granada amb nom català, tot i que d'algunes fonts apunten que podria ser d'origen mossàrab. En el centre del poble existeix un carrer anomenat calle de los Catalanes (carrer dels catalans), en homenatge als antics pobladors de Castell de Ferro.

## Història
Des de la Conquesta de Granada el lloc era conegut com a Castil de Ferro. El nom va canviar de "Castil" a "Castell" quan fou repoblat parcialment per catalans després de la Guerra del Francès. Entre les tradicions catalanes que encara s'hi conserven hi ha la festa de Sant Joan amb l'encesa de fogueres.